# Беглеві (Зеда Сакара)
Беглеві (груз. ბეღლევი) — село в Грузії.
За даними перепису населення 2014 року в селі проживає 167 осіб.